# تين أملد

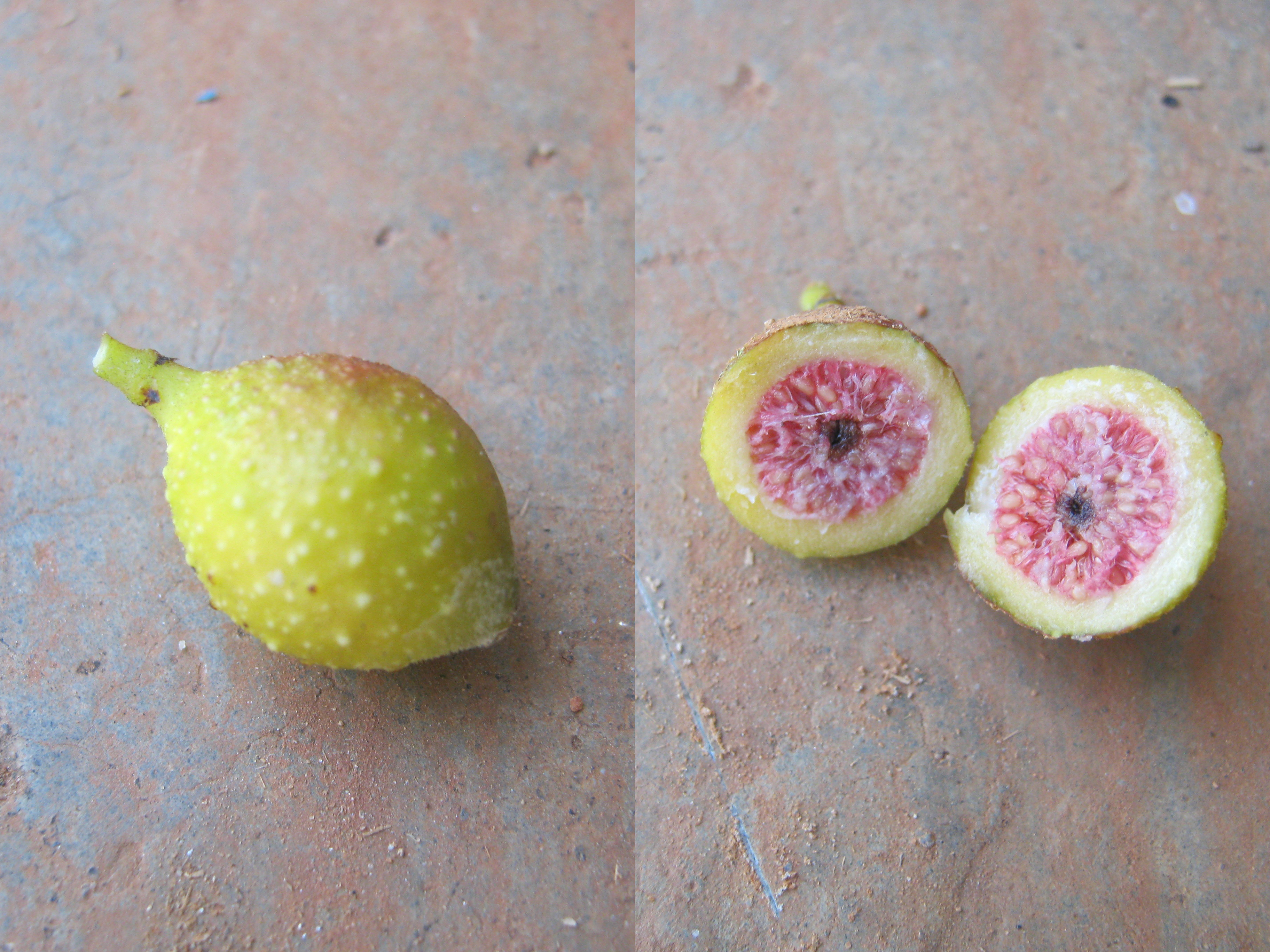
Friut and cross section of Ficus sarmentosa.

تين أملد (الاسم العلمي:Ficus sarmentosa) هو نوع هجين من النباتات يتبع جنس التين من الفصيلة التوتية.